# Didelotia unifoliolata
Didelotia unifoliolata là một loài rau đậu thuộc họ Fabaceae.
Loài này có ở Cameroon, Cộng hòa Dân chủ Congo, Gabon, Ghana, có thể cả Bờ Biển Ngà, có thể cả Liberia, và có thể cả Sierra Leone.
Chúng hiện đang bị đe dọa vì mất môi trường sống.